# Каданер Лев Ілліч
Каданер Лев Ілліч (7 червня 1913, Харків — 25 вересня 1991, там само) — український радянський вчений, хімік, металознавець. Доктор технічних наук (1961), професор (1962). Заслужений діяч науки і техніки УРСР (1989).

## Біографія
Лев Ілліч Каданер народився 7 червня 1913 року у Харкові. У 1937 році закінчив Харківський хіміко-технологічний інститут за спеціальністю «інженер-технолог». Після випуску пішов працювати за спеціальністю на Харківський електромеханічний завод. Наступного, 1938 року вступив до аспірантури хіміко-технологічного інституту. Із початком німецько-радянської війни перебував у евакуації, з 1941 по 1946 роки працював на заводі ім. Свердлова у м. Дзержинськ, на посаді начальника гальванічного цеху. У 1945 році захистив кандидатську дисертацію на тему «Дослідження електролітичного лудіння у лужних і кислих електролітах» (рос. «Исследование электролитического лужения в щелочных и кислых электролитах»).
У 1946 році Л. Каданер повернувся до Харкова і знову розпочав викладацьку діяльність. З 1946 по 1958 рік завідував кафедрою хімії у Харківському інституті радянської торгівлі. У 1958 році перейшов до Харківського педагогічного інституту, де пропрацював до самої смерті, спочатку, у 1963—1982 роках завідувачем, а з 1982 року — професором кафедри хімії. Паралельно викладав з 1960 року в Харківському інституті механізації і електрифікації сільського господарства. У 1961 році захистив дисертацію на отримання ступеня доктора наук.
Помер 25 вересня 1991 року у Харкові.

## Наукова діяльність
Наукові дослідження Л. І. Каданера лежать у сфері прикладної електрохімії та гальваностегії. У 1959 році він заснував галузеву науково-дослідницьку лабораторію, яка досліджувала розподіл струму і металу при отриманні катодних покриттів, фізичне і математичне моделювання електрохімічних систем, електрохімічне розчинення і осадження металів платинової групи та їхніх сплавів, корозійну стійкість гальванічних покриттів. Чотири наукові розробки Л. І. Каданера в галузі гальванотехніки платинових металів увійшли до Держстандарту СРСР.
Сформулював нові критерії оцінки розсіювальної здатності електролітів, розробив наближений аналітичний метод розрахунку розподілу струму на електродах з урахуванням нелінійної поляризації. Запропонував метод прямого розчинення металів платинової групи у розчинах кислот при пропусканні змінного струму, а також низку критеріїв рівномірності розподілу струму і металу, які забезпечують оптимальні умови формування покриттів із заданими властивостями.
Л. І. Каданер є автором близько 500 наукових публікацій, 10 монографій, 6 підручників із фізичної і колоїдної хімії, 8 навчальних посібників. Також йому належать 32 авторські свідоцтва про винаходи. Л. І. Каданер був членом спеціалізованих рад із захисту кандидатських і докторських дисертацій, під його керівництвом було захищено 33 кандидатські дисертації.

### Деякі наукові праці
- Каданер Л.І. Фізична і колоїдна хімія : підручник для студентів природничих факультетів. — К. : Вища школа, 1971 (1-е вид.), 1982 (2-е вид.). — 284 с.
- Каданер Л.І. Фізична і колоїдна хімія : Практикум. — К : Вища школа, 1977. — 139 с.
- Каданер Л.І., Щокіна А.А. Досліди з електрохімії в середній школі: Методичний посібник для вчителів. — К. : Радянська школа, 1970. — 100 с.
- Ємельяненко С. М., Каданер Л. І., Комарова О. А. Хімія і біологічна хімія. Практикум : навч. посібник. — К. : Вища школа, 1988. — 206 с. — ISBN 5-11-000060-3.
- Каданер Л.И. // Электролитическое лужение. — Дзержинск : Обласная типография, 1945. — 76 с.
- Каданер Л.И. Защитные пленки на металлах / Александров Н.В. — Х. : ХДУ, 1956. — 283 с.
- Каданер Л.І., Ярмоленко Г.М. Економічна освіта і виховання учнів при вивченні хімії : посібник для вчителя. — К. : Радянська школа, 1990. — 167 с. — ISBN 5-330-01165-5.
- Каданер Л.И. Справочник по гальваностегии. — Справочник инженера. — К. : Техніка, 1976. — 254 с.
- Каданер Л.І., Лисенко Г.Г. Корозія і захист металів : посібник для вчителів. — К. : Радянська школа, 1968. — 124 с.
- Каданер Л.И. Электрические поля в электролизерах. — Х. : Металлургиздат, 1959. — 164 с.
- Каданер Л.И. Равномерность гальванических покрытий : монография. — Х. : ХДУ, 1961. — 414 с.
- Каданер Л.И. Гальваностегия (учебное пособие). — К. : Техника, 1964. — 331 с.
- Каданер Л.И. Электроосаждение благородных и редких металлов. — К., 1968.

## Публікації про Л.І.Каданера
- Слюсарська Т. В. Педагогічна спадщина та наукова діяльність Л. І. Каданер. — Мат. міжнар. наук.-практ. конф. «Методика викладання природничих дисциплін у вищій і середній школі». XVII Каришинські читання. — П., 2010.